# Антиохия Писидийска
Антиохия Писидийска (на старогръцки: Ἀντιόχεια τῆς Πισιδίας) е древен град в областта Писидия във вътрешността на Мала Азия, днес на територията на Турция.
Основан през III век пр. Хр. от Селевкидите, през Античността Антиохия е сред главните градове на централна Анатолия. В него проповядва апостол Павел, а през 325 година става седалище на Писидийската епархия. През VIII век е един от центровете на павликянството. По-късно градът губи значението си, през XI век е завзет от селджуците, след което е изоставен и се измества към разположения в близост днешен град Ялвач.

## Известни личности
Родени в Антиохия Писидийска
- Марина Антиохийска (289 – 304), мъченица

Починали в Антиохия Писидийска
- Марина Антиохийска (289 – 304), мъченица
- Харалампий Магнезийски (89 – 202), духовник